# Bergs kommun
Bergs kommun är en kommun i Jämtlands län i landskapen Jämtland och Härjedalen i Sverige. Centralort är Svenstavik. 
Kommunen utgörs av en gammal kulturbygd, särskilt i området kring Hackås har ett flertal gårdar gått i arv genom generationer samt Storsjö kapell med bland annat Krankmårtenhögarna  från 200 f.Kr.–200 e.Kr.  Skogs- och fjällbygder utgör övriga delar av kommunen. Den viktigaste näringslivssektorn sett till sysselsättning är småföretag i den privata sektorn. 
Helagsfjället, med Sveriges sydligaste glaciär, och Flatruet, Sveriges högst belägna väg, ligger i kommunen.
Sedan kommunen bildades 1971 har befolkningen minskat, även om en viss uppgång kunde skönjas i slutet av 2010-talet. 
Bergs kommun har sedan kommunens bildande 1971 dominerats av Centerpartiet, som styrt tillsammans med de övriga borgerliga partierna. Sedan 2019 styr Centerpartiet och Socialdemokraterna i koalition.

## Administrativ historik
Kommunens område motsvarar socknarna: Berg, Hackås, Klövsjö, Myssjö, Oviken, Rätan och Åsarne i Jämtland, samt Storsjö i norra Härjedalen. I dessa socknar bildades vid kommunreformen 1862 landskommuner med motsvarande namn, dock bildades Åsarne landskommun först 1888 genom en utbrytning ur Berg och Storsjö landskommun bildades 1895 genom utbrytning ur Hede landskommun.
Vid kommunreformen 1952 bildades Övre Ljungadalens landskommun genom sammanläggning av Storsjö, Klövsjö och Åsarne, medan Myssjö gick upp i Ovikens landskommun. Hackås landskommun tillfördes Näs och Sunne, medan Berg och Rätan förblev oförändrade.
Bergs kommun bildades vid kommunreformen 1971 av landskommunerna Övre Ljungadalen, Oviken, Berg och Rätan samt en del ur Hackås landskommun (Hackås församling).
Kommunen ingick från bildandet till 17 maj 2004 i Svegs domsaga och ingår sen dess i Östersunds domsaga.
Kommunen ingår sedan 2010 i Förvaltningsområdet för samiska, kommunnamnet på sydsamiska är Bïerjen tjïelte.

## Geografi

### Topografi och hydrografi

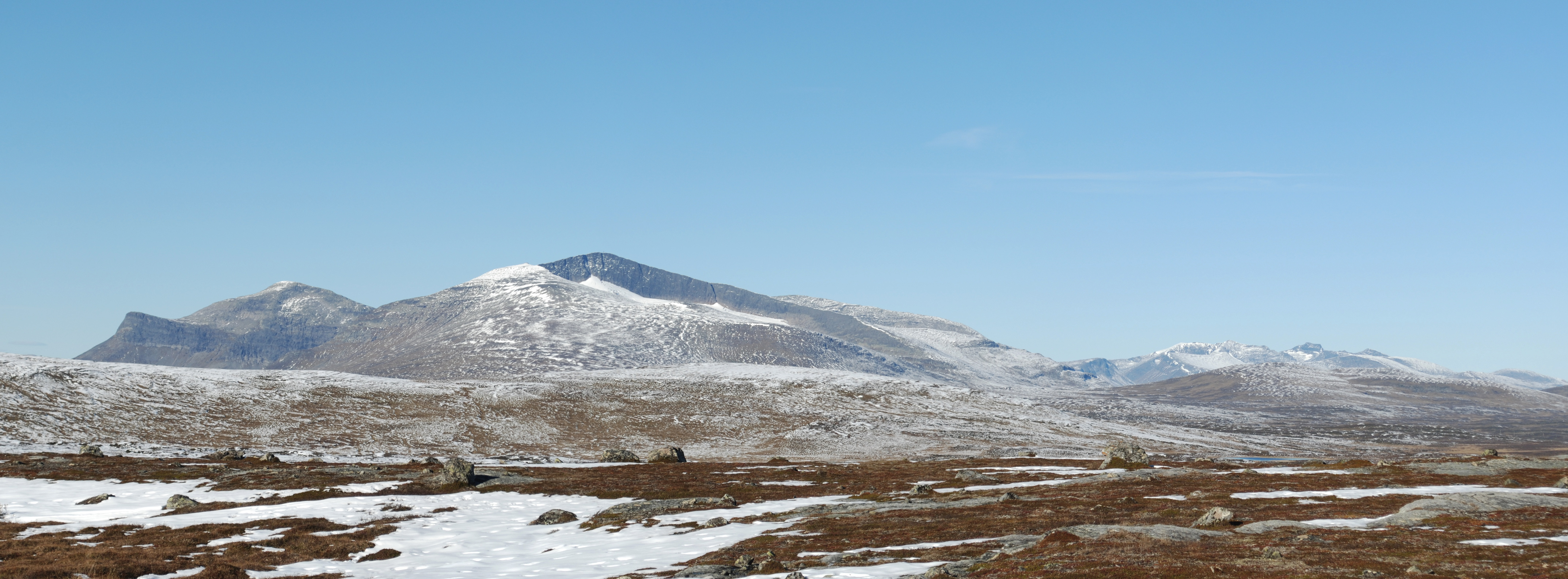
Fjällandskap i den västra delen av kommunen med Helags och Sylarna.

Delar kommunens område innefattar den jämtländska så kallade silurbygden, vilket innebär att en berggrund av kalksten och lerskiffrar är täckt med en bördig jord av moränlera. Mjuka linjer präglar det ljusa landskapet. Bebyggelse och odling finns i anslutning till sjöarna. Området är en gammal kulturbygd, särskilt i området kring Hackås har ett flertal gårdar gått i arv genom generationer. Skogs- och fjällbygder utgör övriga delar av kommunen. I området med skog finns vidsträckta myrar. Som en följd av näringsfattig urbergsmorän och kallare klimat är skogens tillväxt låg. Även om ett flertal jordbruk försvunnit finns en hel del kvar och är en viktig näring i kommunen. Många jordbrukare håller fäbodväsendet levande.
Nedan presenteras andelen av den totala ytan 2020 i kommunen jämfört med riket.
|  | Bebyggelse (1,0 %) |

|  | Skog (58,1 %) |

|  | Öppen myrmark (10,9 %) |

|  | Jordbruksmark (1,5 %) |

|  | Övrig mark (28,4 %) |

|  | Bebyggelse (3,1 %) |

|  | Skog (68,0 %) |

|  | Öppen myrmark (7,2 %) |

|  | Jordbruksmark (7,4 %) |

|  | Övrig mark (14,3 %) |

### Klimat
Genom de låga pasströsklarna mot Norge tränger sig atlantvindar vilket ger ett maritimt klimat.

### Naturskydd
År 2022 fanns 16 naturreservat i Bergs kommun. Röjan är en äng omgiven av åker och skog som tillsammans är sex hektar. Området är skyddat på grund av den rika förekomst av orkidén brunkulla som är Jämtlands landskapsblomma. Henvålen är ett 183 km² stort reservat som även löper in i Härjedalens kommun. Reservatet har flera skyddsklassningar förutom reservat. Det är också skyddat enligt Natura 2000 och våtmarkerna Aloppkölen och Käringsjökölen har högsta skyddsklass, RAMSAR. Dessutom är området av riksintresse för kulturmiljövård.

### Administrativ indelning
Fram till 2016 var kommunen för befolkningsrapportering indelad i sex församlingar – Bergs, Hackås, Hedebygden (ligger även i Härjedalens kommun), Oviken-Myssjö, Rätan-Klövsjö och Åsarne.

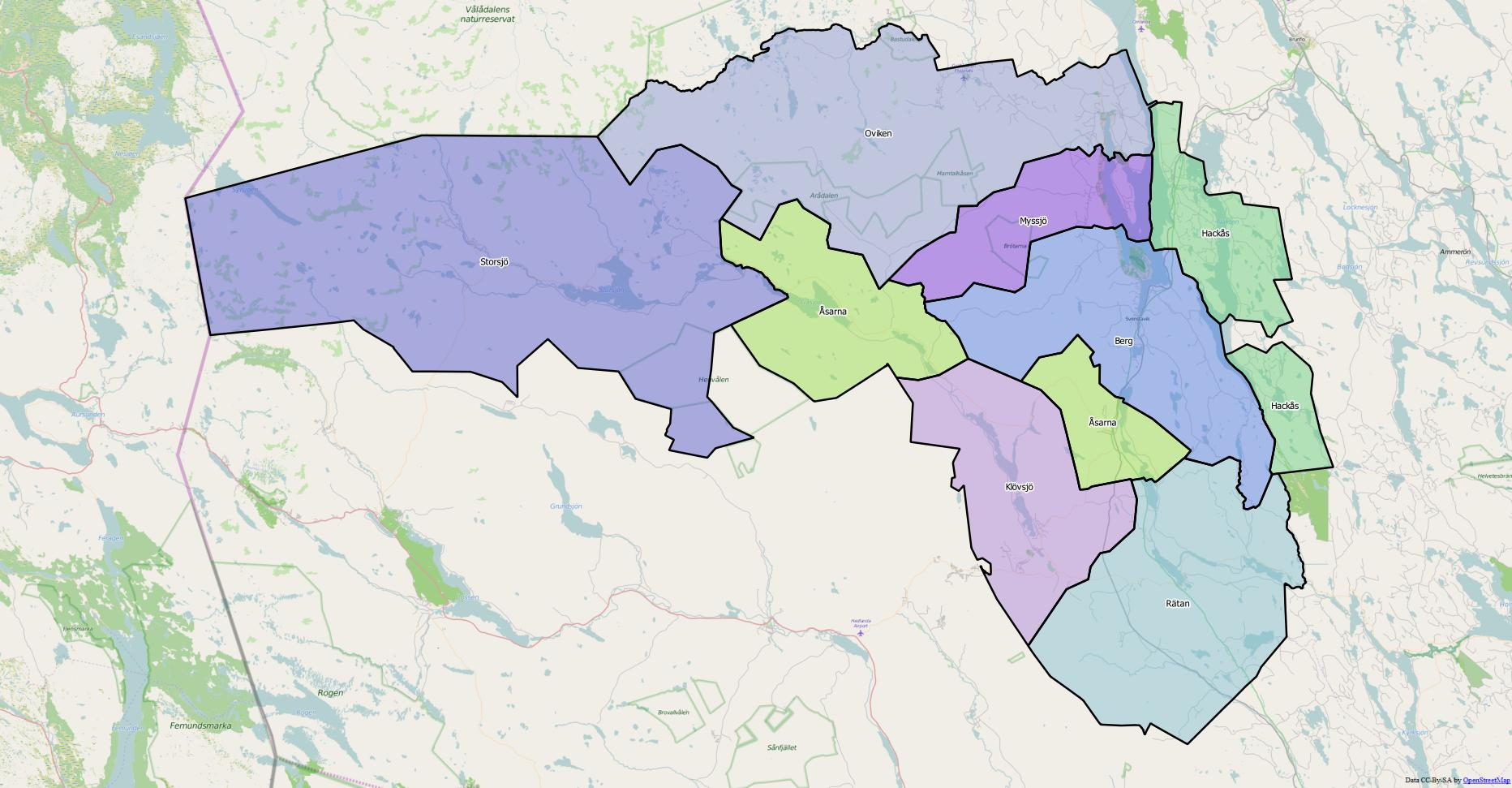
Distrikt (socknar) inom Bergs kommun

Från 2016 indelas kommunen istället i åtta  distrikt, vilka motsvarar de tidigare socknarna: Berg, Hackås, Klövsjö, Myssjö, Oviken, Rätan, Storsjö och Åsarna.

### Tätorter
Kommun är till ytan stor och avstånden mellan tätorterna är långa. Detra beror på att den ekonomiska utvecklingen byggt på de  areella näringarna: jord- och skogsbruk.
Totalt bodde 37,2 procent av kommunens invånare i någon av tätorterna 2020, vilket var lägre än genomsnittet för riket där motsvarande siffra var 87,6 procent. Enligt SCB:s tätortsavgränsning 2020 fanns sex tätorter i kommunen:
| Nr | Tätort     | Befolkning |
| -- | ---------- | ---------- |
| 1  | Svenstavik | 1 018      |
| 2  | Hackås     | 531        |
| 3  | Myrviken   | 291        |
| 4  | Klövsjö    | 342        |
| 5  | Åsarne     | 254        |
| 6  | Hoverberg  | 211        |

Centralorten är i fet stil.

## Styre och politik

### Styre
Bergs kommun har sedan kommunens bildande dominerats av Centerpartiet som styrt tillsammans med de övriga borgerliga partierna.
År 1984 blev Olle Nord kommunalråd och var det i 14 år fram till 1998 då han lämnade posten och Centerpartiet efter interna stridigheter. Kommunvalet 2002 återkom han med sitt nya parti, Bergspartiet, som fick 41,3 procent av rösterna som främst kom från Centerpartiet. Efter valet inledde Bergspartiet ett minoritetsstyre och bröt därmed Centerpartiets dominans över kommunpolitiken. Efter två år (2004) inledde Bergspartiet ett majoritetsstyre med Socialdemokraterna och Folkpartiet. Folkpartiet hoppade dock av samarbetet i slutet av mandatperioden.
Vid kommunvalet 2006 blev Bergspartiet åter kommunens största parti och bröt sitt tidigare samarbete med Socialdemokraterna och valde i stället att regera med Centerpartiet, Moderaterna, Kristdemokraterna och Vänsterpartiet. Vänsterpartiet valde att lämna den styrande majoriteten hösten 2008. Efter valet 2010 bildades en styrande koalition bestående av Centerpartiet, Folkpartiet och Socialdemokraterna som tillsammans samlade 19 av 31 mandat. 
Mandatperioden 2014–2018 styrde en minoritetskoalition som utgjordes av Miljöpartiet och Socialdemokraterna. Valet 2018 ledde till att Centerpartiet återigen var vid makten, denna gång med Socialdemokraterna, vilka tillsammans bildade en majoritetskoalition. Samma koalition fortsatte styra även under mandatperioden 2022–2026.

### Kommunfullmäktige

#### Mandatfördelning 1970–2022
Under 2000-talet har antalet mandat i kommunfullmäktige successivt minskat. År 2002 från 45 till 39 mandat och 2010 till 31 mandat.
|  | 18 | 5 | 13 | 4 |  | 3 |

| 44 |

| 2 | 18 | 4 | 17 | 3 |  |

| 44 |

| 2 | 18 | 17 | 3 |  | 4 |

| 38 | 7 |

| 2 | 19 | 16 | 2 |  | 5 |

| 36 | 9 |

|  | 21 | 14 |  |  | 7 |

| 33 | 12 |

|  | 20 | 15 | 3 | 6 |

| 31 | 14 |

|  | 20 |  | 16 | 2 |  | 4 |

| 32 | 13 |

|  | 18 |  | 19 |  |  | 4 |

| 27 | 18 |

|  | 18 |  |  | 20 |  | 3 |

| 27 | 18 |

| 6 | 13 | 2 | 18 |  |  | 4 |

| 28 | 17 |

| 2 | 8 |  | 16 | 7 |  | 2 | 2 |

| 24 | 15 |

| 3 | 10 |  | 11 | 9 | 2 | 3 |

| 21 | 18 |

|  | 11 | 2 |  | 3 | 7 |  | 5 |

| 16 | 15 |

| 13 | 2 | 2 | 7 | 7 |

| 16 | 15 |

| 2 | 13 | 4 | 5 | 7 |

| 15 | 16 |

|  | 13 | 4 |  | 4 | 8 |

| 15 | 16 |

### Nämnder

#### Kommunstyrelse
Kommunstyrelsen i Bergs kommun utgörs av 11 ordinarie ledamöter. Under sig har kommunstyrelsen tre utskott: Personalutskottet, Utvecklingsutskottet och Samhällsbyggnadsutskottet.

### Valresultat 2022
| Parti                            | Valdistrikt    | Valdistrikt | Kommun  |
| Parti                            | Starkaste      | Andel       | Andel   |
| -------------------------------- | -------------- | ----------- | ------- |
| S                                | Hackås         | 44,06 %     | 39,66 % |
| M                                | Storsjö-Åsarna | 37,23 %     | 26,41 % |
| SD                               | Klövsjö-Rätan  | 14,56 %     | 12,90 % |
| C                                | Oviksbygden    | 13,51 %     | 10,96 % |
| V                                | Hackås         | 5,55 %      | 3,73 %  |
| BE                               | Oviksbygden    | 6,80 %      | 3,48 %  |
| KD                               | Oviksbygden    | 2,37 %      | 1,43 %  |
| MP                               | Oviksbygden    | 1,08 %      | 0,66 %  |
| Data hämtat från Valmyndigheten. |                |             |         |

Exklusive uppsamlingsdistrikt. Partier som fått mer än en procent av rösterna i minst ett valdistrikt redovisas.

### Vänorter
Bergs kommun har en vänort:
| Ort och land - Berg, Oberfranken, Tyskland | Sedan - 1999 |

## Ekonomi och infrastruktur

### Näringsliv
Den viktigaste näringslivssektorn sett till sysselsättning var i början av 2020-talet den privata sektorns småföretag. Jord- och skogsbruket stod för 14 procent av arbetstillfällena. Även vinterturismen är viktig för näringslivet.

#### Turism
En av de viktigaste bas- och tillväxtnäringarna är besöksnäringen som till stor del är kopplad till fjällen och fjällturismen och är störst under vintern. Det finns fyra turistorter i kommunen: Gräftåvallen som är en del av Bydalsfjällen, Ljungdalen, Storsjön och de kringliggande kulturmiljöerna samt Destination Vemdalen.

### Infrastruktur

#### Transporter
Genom kommunen löper Europaväg 45 genom flera av kommunens större orter såsom Rätan, Åsarna, Svenstavik och Hackås.  Vägen är viktig för kommunen dels därför att den utgör pendlingsstråk till Östersund men också för att den utgör en viktig länk för de turister som kommer söderifrån. Från Svenstavik mot Hallen i Åre kommun förbi Storsjöns västra sida via Hoverberg, Vigge och Myrviken går länsväg 321. Vägen är en viktig transportled genom som trafikeras av både lokal och långväga trafik. Väg Z531 (Flatruetvägen) är Sveriges högst belägna allmänna väg och är periodvis hårt trafikerad av turister på grund av de vackra vyerna. Genom kommunen löper även Inlandsbanan som har flera stopp i kommunen, däribland Hackås och Svenstavik.

## Befolkning

### Demografi

#### Befolkningsutveckling
Kommunen har 7 122 invånare (31 mars 2025), vilket placerar den på 248:e plats avseende folkmängd bland Sveriges kommuner.
| Befolkningsutvecklingen i Bergs kommun 1970–2020 | Befolkningsutvecklingen i Bergs kommun 1970–2020 | Befolkningsutvecklingen i Bergs kommun 1970–2020 | Befolkningsutvecklingen i Bergs kommun 1970–2020 | Befolkningsutvecklingen i Bergs kommun 1970–2020 |
| ------------------------------------------------ | ------------------------------------------------ | ------------------------------------------------ | ------------------------------------------------ | ------------------------------------------------ |
|                                                  |                                                  |                                                  |                                                  |                                                  |
| År                                               |                                                  |                                                  | Folkmängd                                        |                                                  |
| 1970                                             | 1970                                             |                                                  | 9 406                                            |                                                  |
| 1975                                             | 1975                                             |                                                  | 8 906                                            |                                                  |
| 1980                                             | 1980                                             |                                                  | 9 003                                            |                                                  |
| 1985                                             | 1985                                             |                                                  | 8 641                                            |                                                  |
| 1990                                             | 1990                                             |                                                  | 8 660                                            |                                                  |
| 1995                                             | 1995                                             |                                                  | 8 480                                            |                                                  |
| 2000                                             | 2000                                             |                                                  | 8 175                                            |                                                  |
| 2005                                             | 2005                                             |                                                  | 7 696                                            |                                                  |
| 2010                                             | 2010                                             |                                                  | 7 352                                            |                                                  |
| 2015                                             | 2015                                             |                                                  | 7 032                                            |                                                  |
| 2020                                             | 2020                                             |                                                  | 7 120                                            |                                                  |

#### Utländsk bakgrund
Den 31 december 2014 utgjorde antalet invånare med utländsk bakgrund (utrikes födda personer samt inrikes födda med två utrikes födda föräldrar) 557, eller 7,88 % av befolkningen (hela befolkningen: 7 067 den 31 december 2014).

#### Invånare efter de vanligaste födelseländerna
Den 31 december 2014 utgjorde folkmängden i Bergs kommun 7 067 personer. Av dessa var 498 personer (7,0 %) födda i ett annat land än Sverige. I denna tabell har de nordiska länderna samt de 12 länder med flest antal utrikes födda (i hela riket) tagits med. En person som inte kommer från något av de här 17 länderna har istället av Statistiska centralbyrån förts till den världsdel som deras födelseland tillhör.
| Födelseland      | Födelseland                       | Födelseland |
| ---------------- | --------------------------------- | ----------- |
| 31 december 2014 |                                   |             |
| 1                | Sverige                           | 6 569       |
| 2                | Europeiska unionen: Övriga länder | 65          |
| 3                | Somalia                           | 59          |
| 4                | Afrika: Övriga länder             | 57          |
| 5                | Syrien                            | 52          |
| 6                | Europa utom EU: Övriga länder     | 40          |
| 7                | Finland                           | 39          |
| 8                | Polen                             | 30          |
| 9                | Tyskland                          | 24          |
| 10               | Thailand                          | 22          |
| 11               | Norge                             | 21          |
| 12               | Afghanistan                       | 19          |
| 13               | Nordamerika                       | 12          |
| 14               | Iran                              | 11          |
| 14               | Sydamerika                        | 11          |
| 16               | Asien: Övriga länder              | 10          |
| 17               | Danmark                           | 6           |
| 17               | Irak                              | 6           |
| 19               | Island                            | 4           |
| 19               | Turkiet                           | 4           |
| 21               | Kina                              | 3           |
| 22               | Oceanien                          | 2           |
| 23               | Sovjetunionen                     | 1           |
| 24               | Bosnien och Hercegovina           | 0           |
| 24               | / SFR Jugoslavien/FR Jugoslavien  | 0           |
| 24               | Okänt födelseland                 | 0           |

### Språk
Bergs kommun uppvisar en stor språklig variation. I kommunen talas rikssvenska, jämtländska och sydsamiska. Dessutom talas en rad olika invandrarspråk.
Jämtländskan i Bergs kommun, är på grund av sin karaktär i de närmaste oförståeligt för en talare av rikssvenskan då den är rik på gamla västnordiska ord, diftonger (au, ao, öy, ei) och lateral frikativa mm. Ett exempel på dessa diftonger från Berg är namnet på ångbåten S/S Thomée som av ortsbefolkningen i början av 1900-talet kallades Blaomaolebaotn (den blåmålade båten).

## Kultur

### Kulturarv

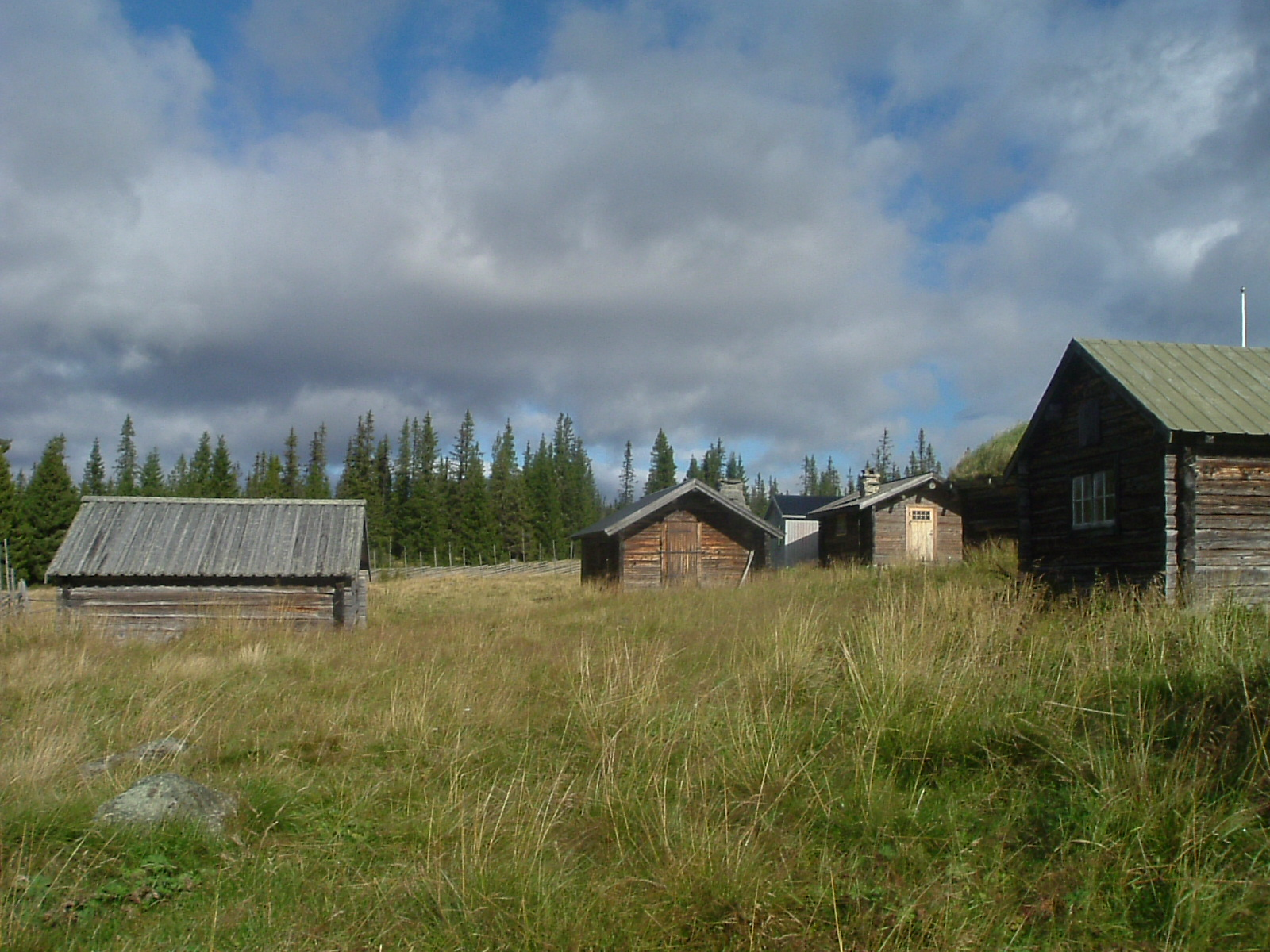
Det finns många fäbodar i Bergs kommun.

Den lokala kulturmiljön grundar sig i de areella näringarna jordbruk, skogsbruk och renskötsel. I slutet av 2010-talet fanns fem riksintressen för kulturmiljövård som samtliga hade anknytning jordbrukslandskapet eller renskötseln. Två av dem var Klövsjö by med fäbodar och Kläppen i Ljungdalen som kommunen beskriver som "två kompletta gårdar i väglöst land".

### Kommunvapen
Blasonering: I blått fält en från ett treberg av silver uppskjutande låga av guld, åtföljd till dexter av en sinistervänd yxa, och till sinister av en bössa båda av silver.
Det nuvarande kommunvapnet registrerades hos Patent- och registreringsverket 1988 och är baserat på det äldre kommunvapen som Bergs landskommun tidigare använde sig av. Yxan och bössan åsyftar de gamla hantverksyrkena timmerman och bössmed, elden den vårdkase som tändes på Hoverberget för att varna lokalbefolkningen om annalkande fara.